# Bitwa pod Hondschoote
Bitwa pod Hondschoote – starcie zbrojne, które miało miejsce w dniach od 6 do 8 września 1793 podczas wojny Francji z pierwszą koalicją.
W czasie gdy brytyjska armia (25 000 żołnierzy) dowodzona przez księcia Yorku oblegała Dunkierkę, armia hanowerska – wraz z pomocniczym oddziałem brytyjskim i brytyjskimi oficerami – (14 500 żołnierzy) dowodzona przez Wilhelma Freytaga blokowała twierdzę Bergues. Dowódca francuskiej Armii Północy (42 500 żołnierzy) generał Jean Nicolas Houchard, który znajdował się w Cassel (20 kilometrów na północ od Bergues) postanowił rozbić Hanowerczyków, a następnie wyjść na tyły armii brytyjskiej. Zaatakował armię Freytaga sześcioma kolumnami, jednak z powodu braku synchronizacji nie zdołał zupełnie rozbić Hanowerczyków, lecz jedynie pokonał ich zadając ciężkie straty, a następnie zdobył miejscowość Hondschoote. W nocy na 9 września armia brytyjska bez przeszkód wycofała się z Dunkierki i ruszyła do Furnes.